# Гизела (дъщеря на Пипин Къси)
Вижте пояснителната страница за други личности с името Гизела.
Гизела (Gisela; * 757; + 810) e дъщеря на Пипин III и съпругата му Бертрада от Лаон. Тя е сетра на Карл Велики и Карломан I.
Тя е дълбоко вярваща християнка. През 788 г. става игуменка на манастира „Notre-Dame-des-Chelles“ в Шел (Chelles) при Париж.
Карл и съпругата му Хилдегард кръщават на нея дъщеря им Гизела Млада (* май 781; † сл. 800).